# آنکارامنا (تائولانارو)
آنکارامنا (به لاتین: Ankaramena) یک منطقهٔ مسکونی در ماداگاسکار است که در توآلانارو واقع شده‌است. آنکارامنا ۱۴٬۴۵۶ نفر جمعیت دارد و ۳۷ متر بالاتر از سطح دریا واقع شده‌است.